# Fatu-Hiva - Ritorno alla natura
Fatu-Hiva - Ritorno alla natura è un saggio pubblicato nel 1974 dall'antropologo ed esploratore Thor Heyerdahl che descrive in dettaglio le sue esperienze e riflessioni durante un soggiorno di 15 mesi sull'isola marchesiana di Fatu Hiva dal 1937 al 1938. Il libro era basato sul rapporto originale di Heyerdahl På Jakt efter Paradiset (lett. "Alla ricerca del paradiso"), pubblicato in Norvegia nel 1938, ma a causa dello scoppio della Seconda Guerra Mondiale non fu mai tradotto e piuttosto dimenticato.

## Contenuto
In occasione della loro luna di miele, Thor Heyerdahl e la sua prima moglie Liv decisero di fuggire dalla civiltà e di "ritornare alla natura". Avevano nominalmente una missione accademica, quella di ricercare la diffusione delle specie animali tra le isole e di portare campioni zoologici, ma in realtà intendevano "scappare nei mari del sud" e non tornare mai più a casa.
La coppia arrivò a Fatu Hiva nel 1937, nella valle di Omoa . Scoprendo che la civiltà, anche se su scala notevolmente ridotta, era ancora presente lì, decisero di attraversare l'interno montuoso dell'isola per stabilirsi in una delle piccole valli, quasi abbandonate, sul lato orientale dell'isola. Lì costruirono la loro casa su palafitte ricoperta di paglia nella valle di Ouia .

## Sulle origini dei Polinesiani
Fu in questo ambiente, circondato dalle rovine dell'antica gloriosa civiltà marchesiana, che Thor Heyerdahl sviluppò per la prima volta le sue teorie sulla possibilità di un contatto transoceanico precolombiano tra i polinesiani pre-europei e i popoli e le culture del Sud America.
Durante diversi scambi con un anziano marchesiano che viveva a Ouia con loro, un ex cannibale di nome Tei Tetua e la sua figlia adottiva Momo, Heyerdahl stabilì che, sebbene prima dell'arrivo degli europei i gatti non si trovassero in Polinesia, i marchesi conoscevano comunque le creature, e in effetti, alcune delle figure tiki scolpite sembravano rappresentare felini :
Con nostra sorpresa, apparvero i rilievi di due figure umane con le mani sopra la testa, e tra loro due grandi quadrupedi di profilo, ciascuno con un occhio, una bocca, orecchie e una coda. Due quadrupedi! . . . Un gatto? . . . Felini sì, ma non topi. (pag.173)
Sapevo che nulla aveva sollevato polemiche tra botanici e antropologi quando il fatto che la patata dolce, Ipomea batatas, era già coltivata in tutta la polinesia all'arrivo degli europei, pur essendo una pianta esclusivamente americana e pur avendo bisogno dell'uomo per essere trasportata come tubero vitale al di là da un oceano. Nessun altra pianta aveva tanto sconcertato, e anche irritato, tanti antropologi, per la semplice ragione che tutte le tribù polinesiane le davano il nome Kumara, usato nei dialetti Qechua dell'antico Perù e dell'Equador. I più immaginosi avevano avanzato l'ipotesi che una patata dolce potesse essersi impigliata tra le radici di un albero caduto nell'oceano e sospinto dai flutti in Polinesia. Ma era difficile che i flutti avessero sospinto anche il nome. (pag.342)
L'osservazione spinse Heyerdahl a chiedere a Tei Tetua da dove fosse venuto il suo popolo, a cui rispose "est":
"Da dove sono venuti i vostri antenati?" chiesi, ed ero curioso di sentire la risposta del vecchio. "Da Te Fiti [L'Oriente]", rispose il vecchio e fece un cenno verso quella parte dell'orizzonte dove sorgeva il sole, la direzione in cui non c'era altra terra se non il Sud America. (pag.217)
Heyerdahl ha continuato a esplorare questa teoria alcuni anni dopo, e ne parlerà nei suoi libri Kon-Tiki e Aku-Aku: The Secret of Easter Island .

## Disillusione
Inizialmente, Thor e Liv trovarono la vita su Fatu Hiva idilliaca, con l'abbondanza di alberi da frutto e l'acqua del fiume non inquinata prontamente disponibile. Il fascino svanì presto, tuttavia, poiché dovettero affrontare la realtà delle zanzare portatrici di elefantiasi, così come altre malattie tropicali sconosciute. Alla fine, anche Thor e Liv trovarono impossibile vivere tra la gente del posto e finirono per rifugiarsi in una grotta, ansiosi di tornare a casa.

## Capitoli
1. Addio alla civiltà
2. Ritorno alla natura
3. Uomini bianchi, ombre scure
4. Esodo
5. Tabù
6. Fuga dall'oceano
7. Su Hivaoa
8. Isola del malaugurio
9. Nella Valle dei Cannibali
10. Cavernicoli